# Eublemma sydolia
Eublemma sydolia là một loài bướm đêm trong họ Erebidae.